# Stargazer (aeromobile)
Lo Stargazer, matricola "N140SC", è un Lockheed L-1011-1 TriStar costruito nel 1974, dapprima posseduto dalla Air Canada e poi acquistato e opportunamente modificato dalla Orbital Sciences Corporation (oggi Orbital ATK) nel 1994 per poter essere utilizzato come nave madre per il lancio dei lanciatori spaziali Pegasus, in particolare nella configurazione Pegasus-H, Pegasus-XL e Pegasus-XL HAPS.
L'aereo è stato così battezzato in onore dell'astronave USS Stargazer (NCC-2893), apparsa nella serie televisiva Star Trek: The Next Generation.

## Storia
Il primo lancio di un razzo Pegasus grazie allo Stargazer è avvenuto il 27 giugno 1994 nell'occasione del primo lancio in assoluto del modello Pegasus-XL. Una volta approntato lo Stargazer fu inoltre realizzata una versione ibrida dei razzi Pegasus standard, il modello Pegasus-H. Per una questione di autorizzazioni, infatti, il modello originale non poteva infatti essere lanciato dallo Stargazer, tanto è vero che i precedenti lanci di Pegasus standard erano tutti stati effettuati utilizzando il Boeing NB-52B Balls 8 della NASA.
Oltre che per i lanci dei Pegasus, lo Stargazer è stato utilizzato anche per test di volo vincolato e di trasporto della navetta ipersonica sperimentale X-34, per i test di volo libero della quale è invece stato utilizzato il Balls 8. La Orbital ATK offre inoltre il velivolo, capace di trasportare un carico massimo di 23000 kg a un'altezza di 12800 m, per voli di ricerca.

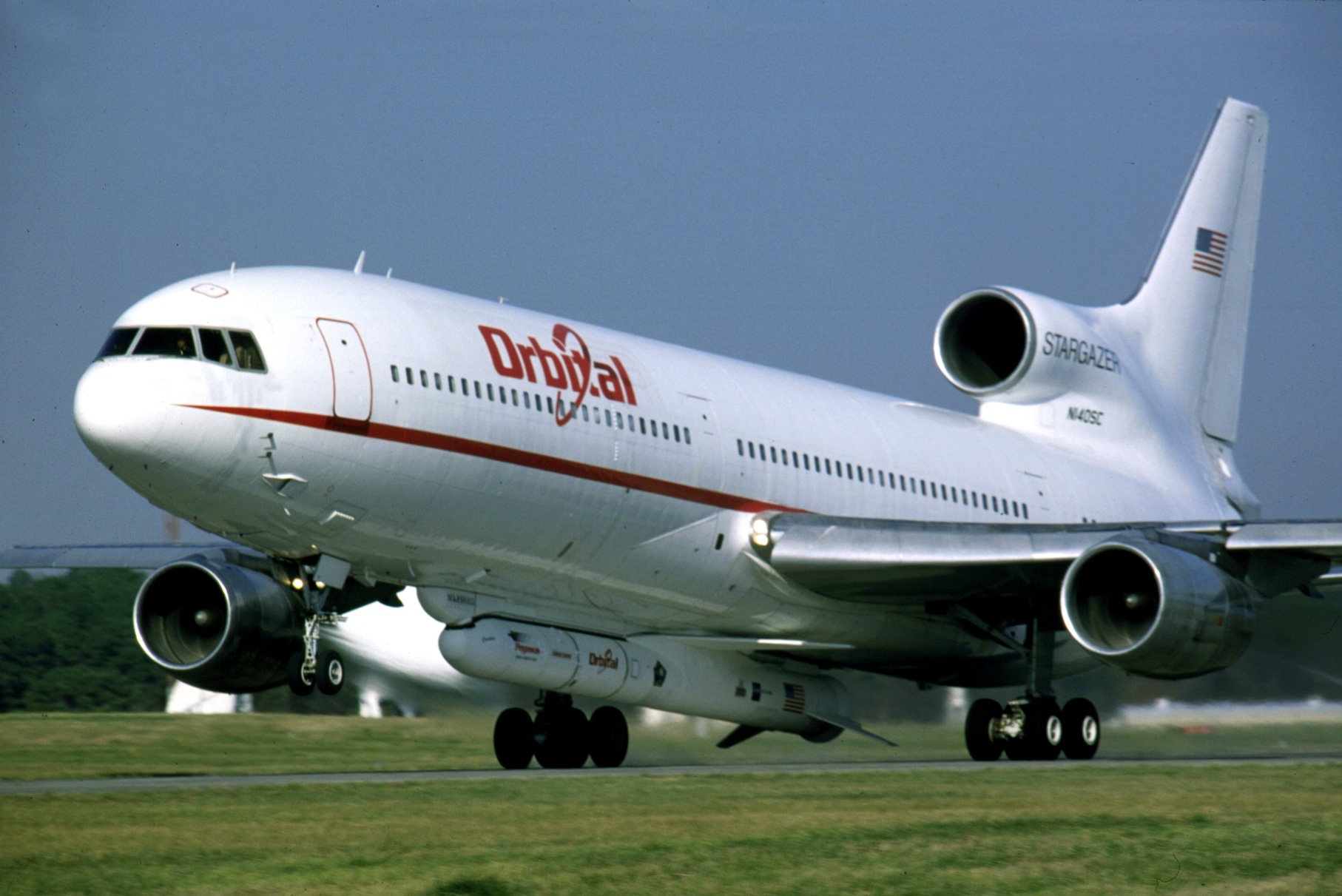
Lo Stargazer mentre lascia la base aerea Vandenberg il 27 giugno 2013, trasportando il satellite Interface Region Imaging Spectrograph (IRIS) a bordo di un razzo Pegasus XL.

I lanci dei Pegasus effettuati con lo Stargazer partono solitamente dalla base aerea Vandenberg. Tuttavia, negli anni sono stati effettuati anche lanci facendo decollare il velivolo dalla base di lancio di Cape Canaveral, dalle basi NASA del Kennedy Space Center e di Wallops e anche da siti esterni agli Stati Uniti d'America: l'atollo di Kwajalein, nelle Isole Marshall, e l'aeroporto di Gran Canaria, in Spagna.
A dicembre 2017, lo Stargazer aveva effettuato 55 lanci di razzi Pegasus, di cui 4 Pegasus-H, 6 Pegasus-XL HAPS e 45 Pegasus-XL. L'ultimo di questi è stato effettuato il 15 dicembre 2016 dalla base di Cape Canaveral, il Pegasus-XL lanciato trasportava gli otto microsatelliti del sistema CYGNSS finanziato dalla NASA.
Lo Stargazer è l'ultimo L-1011 TriStar ad essere ancora utilizzato e il suo uso è previsto fino al 2020.